# 男與女 (1983年電影)
《男與女》是1983年上映的一齣香港艷情片，由蔡继光執导，鍾楚紅、萬梓良、关海山、曹查理和罗烈領銜主演。劇情講述匿藏木屋區的新移民在香港這個繁華大都會中的掙扎。本片入圍第20屆金馬獎及第3屆香港電影金像獎共十二項提名，最終榮獲金馬獎最佳原著劇本大獎。

## 劇情
偷渡來港的孟思晨（鍾楚紅飾）本欲投靠親戚，但奈何親戚對她不屑一顧，給了100元打發她離開。由於沒有身分證不能在香港工作，在無處容身下，思晨只好與一群外來低級工人一起住在木屋區，替他們洗衣及與他們上床來維持生計。江遠生（萬梓良飾）是一個由泰國回流香港的華僑，自幼學習泰拳和洪拳，在香港終日賭博及打散工。在一次出術之後被人追打，他逃跑時躲在思晨的浴室中逃過大難。後來思晨上街回來，遇到警察查身分證，江遠生騙警察思晨是他的妻子而助她逃過被遣返的厄運。二人之後在馬路邊談及來香港的願望。
江遠生在碼頭自薦參加自由搏擊比賽取勝之後，便獲得賽事搞手Nino（曹查理飾）賞識，招攬他成為拳手參加更多賽事。孟思晨聽從了一位婆婆金嬸（李潔瑩飾）的勸說，嫁給木匠貴叔（關海山飾）作填房，搬離木屋區，心想只要可以為他生一個兒子，就可以取得身分證。
思晨和貴叔去看江遠生的拳賽，在思晨的鼓勵之下，江遠生勝出了。Nino給他獎金並且承諾讓他參加亞太區選拔賽，挑戰兩屆拳王阿密剎（黃志偉飾），贏了便可以去美國參加世界賽。遠生和思晨二人前往買車，卻遇上了黑店，同時發現思晨已經懷孕。遠生在夜裡追回車房，打傷了工人和東主。當晚貴叔出外工作，遠生和思晨幽会，然後邀請思晨與他一起去美國。
遠生和阿密剎的拳賽難分高下，強哥（羅烈飾）在Nino的隨從縱容下，讓遠生喝下「神仙水」（即興奮劑），最後遠生取得勝利，並透過電視叫思晨與他一起去美國。思晨興奮地由家裡出去，卻不慎滾下樓梯，導致小產。经过验尿，江远生因为服用了兴奋剂被取消比赛资格，阿密剎蝉联冠军，遠生更被Nino的手下劃花臉龐。此時貴叔回來，把思晨帶回房子裡，卻因為她失去了孩子而責備她。思晨惱怒之下告訴他孩子不是他的。貴叔老羞成怒，欲強姦思晨，幸好被趕回來的遠生救走，可是因為思晨沒有身分證，不能前往醫院，只可坐在路旁。

## 角色
| 演員    | 角色   | 備註                           |
| 鍾楚紅  | 孟思晨 |                                |
| 萬梓良  | 江遠生 |                                |
| 羅烈    | 李強   |                                |
| 關海山  | 貴叔   |                                |
| 敖彩凌  | 彩霞   |                                |
| 金露    | 雲姐   |                                |
| 錢似鶯  | 四姑   |                                |
| 李潔瑩  | 金嬸   | 介紹貴叔予孟思晨               |
| 曹查理  | 陳志泉 | 香港自由搏擊協會永遠名譽會長   |
| 黃志偉  | 阿密剎 | 世界自由搏擊大賽亞太區兩屆冠軍 |
| 林崇正  |        | 與江遠生打擂台的拳手           |
| 冼灝英  |        | 與江遠生打擂台的拳手           |
| 郭華強  |        | 與江遠生打擂台的拳手           |
| 尹相林  |        | 與李強打擂台的拳手             |
| 何柏光  |        | 車商                           |
| 方野    |        | 阿密剎訓練師                   |
| 廖駿雄  |        | 賭檔荷官                       |
| 伍國健  |        | 臨檢警察                       |
| 黃雄    |        |                                |
| 李發源  |        |                                |
| 馬漢沅  |        |                                |
| Frankie | Ray    |                                |

## 獎項
| 年份 | 頒獎典禮            | 獎項             | 名字         | 結果 |
| ---- | ------------------- | ---------------- | ------------ | ---- |
| 1983 | 第20屆金馬獎        | 最佳劇情片       |              | 提名 |
| 1983 | 第20屆金馬獎        | 最佳導演         | 蔡繼光       | 提名 |
| 1983 | 第20屆金馬獎        | 最佳男主角       | 萬梓良       | 提名 |
| 1983 | 第20屆金馬獎        | 最佳女主角       | 鍾楚紅       | 提名 |
| 1983 | 第20屆金馬獎        | 最佳原著劇本     | 蔡繼光、許默 | 獲獎 |
| 1983 | 第20屆金馬獎        | 最佳錄音         | 徐炳光       | 提名 |
| 1983 | 第20屆金馬獎        | 最佳原作電影音樂 | 林敏怡       | 提名 |
| 1984 | 第3屆香港電影金像獎 | 最佳男演員       | 萬梓良       | 提名 |
| 1984 | 第3屆香港電影金像獎 | 最佳女演員       | 鍾楚紅       | 提名 |
| 1984 | 第3屆香港電影金像獎 | 最佳音樂         | 林敏怡       | 提名 |
| 1984 | 第3屆香港電影金像獎 | 十大華語片       |              | 獲獎 |

## 外部連結
- 香港影庫上《男與女》的資料（繁體中文）
- 開眼電影網上《男與女》的資料（繁體中文）
- 豆瓣电影上《男與女》的資料 （简体中文）
- 时光网上《男與女》的資料（简体中文）
- AllMovie上《男與女》的资料（英文）
- 爛番茄上《男與女》的資料（英文）
- 互联网电影数据库（IMDb）上《男與女》的资料（英文）